# Алексеевка (Аткарский район)
Алексе́евка — деревня в Аткарском районе Саратовской области России. Входит в состав Барановского муниципального образования.

## География
Деревня находится в центральной части Правобережья, в пределах Приволжской возвышенности, в степной зоне, на левом берегу реки Хорошевка, на расстоянии примерно 13 км (по прямой) к северо-востоку от города Аткарск. Абсолютная высота — 164 м над уровнем моря.
Климат
Климат характеризуется как умеренно континентальный с холодной малоснежной зимой и жарким сухим летом. Средняя многолетняя температура самого холодного месяца (января) составляет −12,1 — −12,6°С, температура самого тёплого (июля) 20,8 — 21,4°С. Среднегодовое количество атмосферных осадков — 375—450 мм. Снежный покров держится в среднем 130—135 дней в году.
Часовой пояс
Деревня Алексеевка, как и вся Саратовская область, находится в часовой зоне МСК+1. Смещение применяемого времени относительно UTC составляет +4:00.

## История
Деревня была основана в 1830 году. До 2018 года входила в состав ныне упразднённого Петровского муниципального образования.

## Население
| 2010 |
| ---- |
| 24   |

Гендерный состав
По данным Всероссийской переписи населения 2010 года в гендерной структуре населения мужчины составляли 50 %, женщины — соответственно также 50 %.
Национальный состав
Согласно результатам переписи 2002 года, в национальной структуре населения кумыки составляли 68 % из 19 чел., русские — 32 %.

## Улицы
Уличная сеть деревня состоит из одной улицы (ул. Лесная).